# لیک ایزابلا (کالیفرنیا)
لیک ایزابلا (به انگلیسی: Lake Isabella) یک منطقهٔ مسکونی در ایالات متحده آمریکا است که در شهرستان کرن، کالیفرنیا واقع شده‌است. لیک ایزابلا ۵۷٫۳۳۷ کیلومتر مربع مساحت و ۳٬۴۶۶ نفر جمعیت دارد و ۷۶۶ متر بالاتر از سطح دریا واقع شده‌است.